# Squirrel (canal de televisão)
Squirrel é um canal de televisão espanhol sobre cinema, de propriedade da Squirrel Media. O canal iniciou suas transmissões em 7 de janeiro de 2025, substituindo o Disney Channel na Espanha na TDT.

## História
Em 27 de novembro de 2024, a The Walt Disney Company Iberia anunciou que a partir de 7 de janeiro de 2025, o Disney Channel encerraria suas transmissões na TDT e nas operadoras de TV por assinatura. A decisão foi motivada pela estratégia de fortalecer o serviço de streaming Disney+. Inicialmente, não foi revelado qual canal substituiria o Disney Channel.
À meia-noite do dia 7 de janeiro de 2025, o Squirrel iniciou as suas transmissões.
O lançamento do Squirrel foi marcado por uma breve promoção anunciando o canal, que passou a focar sua programação em filmes. O primeiro longa-metragem exibido foi Love Happens.